# Il commissario di ferro
Pour plus de détails, voir Fiche technique et Distribution.
Il commissario di ferro est un néo-polar italien  réalisé par Stelvio Massi en 1978.

## Synopsis
À la suite d'un excès de zèle, le commissaire Mariani est muté dans une bourgade paisible où il intègre un commissariat de quartier. Mais celui-ci est littéralement pris d'assaut par un forcené qui veut venger la mort de son frère. 

## Fiche technique
- Titre : Il commissario di ferro
- Réalisation : Stelvio Massi
- Scénario : Roberto Gianviti
- Photographie : Sergio Rubini
- Musique : Lalo Gorri
- Genre : Néo-polar
- Pays de production :  Italie
- Genre : néo-polar italien ou poliziottesco
- Date de sortie : 1978

## Distribution
- Maurizio Merli : Mariani
- Janet Ågren : Vera
- Ettore Manni : Ingravallo
- Chris Avram : Crivelli
- Massimo Mirani : Sergio Conforti
- Giampiero Becherelli : Monti
- Elisa Mainardi : La gardienne